# South America Tour 2008
South America Tour 2008 es la gira realizada por el cantautor canadiense Bryan Adams como promoción a su disco de estudio llamado 11, lanzado en 2008. La gira sudamericana empezó en Perú para terminar semana y media después en Uruguay.

## Fechas de la Gira
| Fecha                    | Ciudad       | País      | Lugar                             |
| ------------------------ | ------------ | --------- | --------------------------------- |
| Fechas                   |              |           |                                   |
| 6 de abril de 2008       | Lima         | Perú      | Explanada del Estadio Monumental  |
| 8 de abril de 2008       | Quito        | Ecuador   | Coliseo Rumiñahui                 |
| 9 de abril de 2008       | Bogotá       | Colombia  | Coliseo Cubierto El Campin        |
| 11 de abril de 2008      | Santiago     | Chile     | Arena Santiago                    |
| 12 y 13 de abril de 2008 | Buenos Aires | Argentina | Luna Park                         |
| 14 de abril de 2008      | Asunción     | Paraguay  | Court Central Yatch and Golf Club |
| 15 de abril de 2008      | Montevideo   | Uruguay   | Teatro de Verano                  |

Esta gira ya ha finalizado.